# Cantiere navale Mario Morini
Il cantiere navale Mario Morini di Ancona è stato uno stabilimento di costruzioni e riparazioni navali che ha operato nella città di Ancona dal 1945 al 2004, anno in cui stato incorporato dall'adiacente CRN S.p.A. (Costruzioni e Riparazioni Navali) azienda di costruzioni navali del Gruppo Ferretti specializzata nella progettazione e costruzione di mega yacht.

## Storia
Le origini dello stabilimento risalgono al 1931, anno in cui il maestro d'ascia Mario Morini, da cui il cantiere avrebbe preso il nome, ha avviato un'attività individuale di riparazione delle barche da pesca in legno di base nello squero presso il Molo Sud del porto di Ancona. L'iscrizione della ditta individuale Mario Morini alla Camera di commercio di Ancona porla la data del 15 ottobre 1931.
Al termine della seconda guerra mondiale, finita l'occupazione inglese, la ditta Mario Morini riprese l'attività che era stata interrotta dal conflitto.
La sede della ditta era il vecchio manufatto in mattoni in testa allo scalo, che fungeva contemporaneamente da riparo per il verricello di alaggio, da magazzino attrezzi e da ufficio e rimase sede della ditta fino al novembre del 1948 quando, a monte dello scalo, venne realizzato un nuovo capannone, grazie ai proventi dell'intenso lavoro svolto e grazie al ricorso al credito esterno.
Alla ripresa dell'attività la manodopera era costituita da maestri d'ascia, carpentieri e calafati. I primissimi lavori riguardano il ripristino della flotta peschereccia dell'Adriatico, impossibilitata dagli eventi bellici alla manutenzione o requisita come naviglio ausiliario. Grazie alle capacità professionali e tecniche delle maestranze la ditta oltre alle riparazioni si pose come obiettivo la costruzione di nuove imbarcazioni.
In quel periodo in cui l'imprenditoria della pesca aveva carattere prettamente privato, grazie ai rapporti intessuti dalla proprietà del cantiere con le famiglie dei pescatori
civitanovesi, che ad Ancona formavano una città nella città, portarono il primo contratto per un nuovo peschereccio in legno per il quale l'armatore avrebbe fornito il motore di propulsione.
Proseguendo la propria attività l'impresa si è specializzata nella realizzazione di navi mercantili e metaniere / gasiere.
Nello stabilimento sono state realizzate nel corso della seconda metà degli anni ottanta per la Marina Militare le navi da trasporto costiere della classe Gorgona e le navi trasporto fari classe Ponza.
CRN S.p.A. con l'integrazione dello stabilimento Mario Morini, con le relative conoscenze tecniche è entrata nel mercato degli yacht in acciaio ed alluminio di lunghezza superiore ai 50 metri.

## Clientela
Oltre che per la propria marina nazionale, tra i clienti principali figurano, in Europa, la marina albanese con la classe Cavallari 400.

## Immagini

### Classe Gorgona

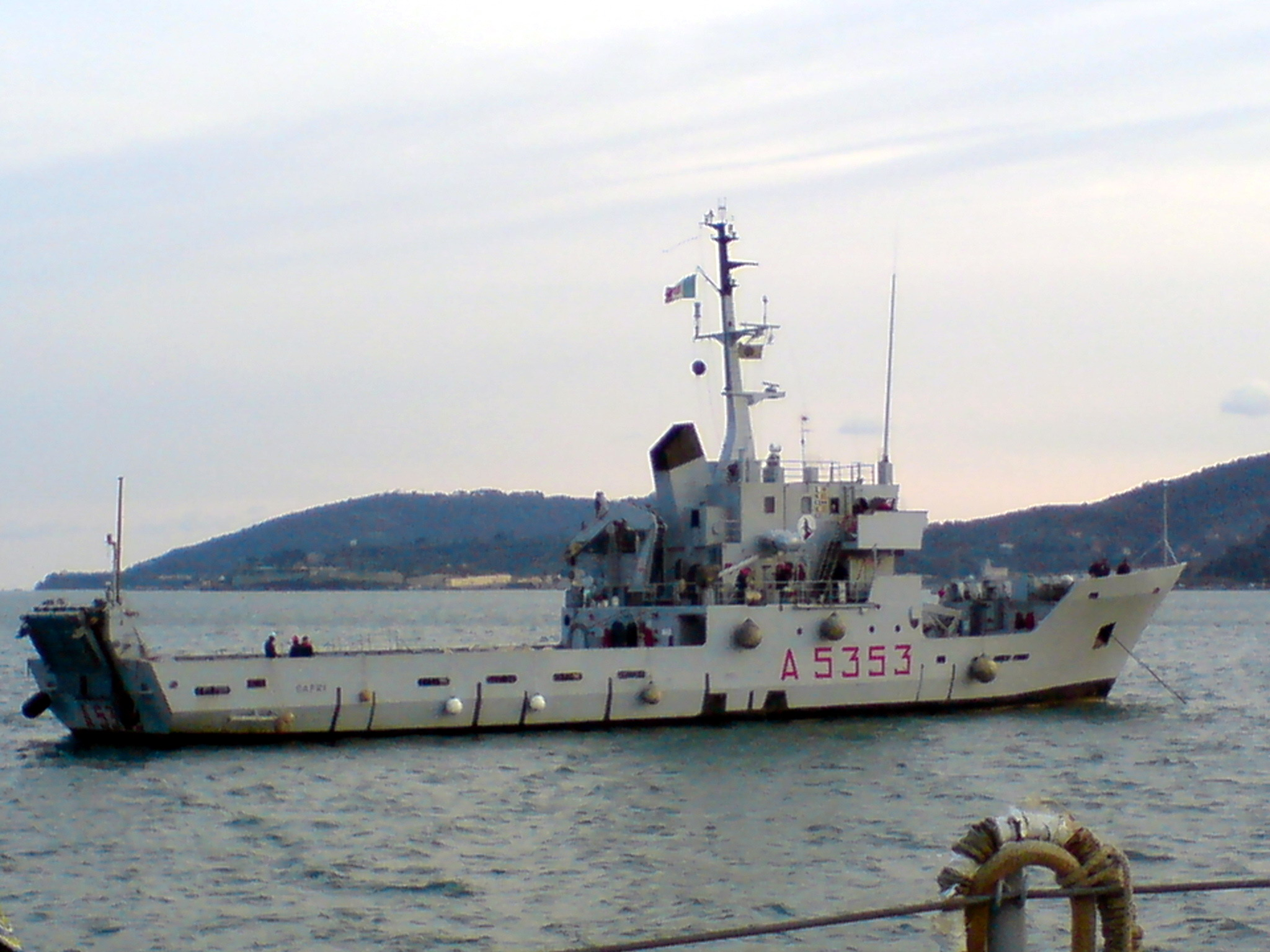
Nave Capri
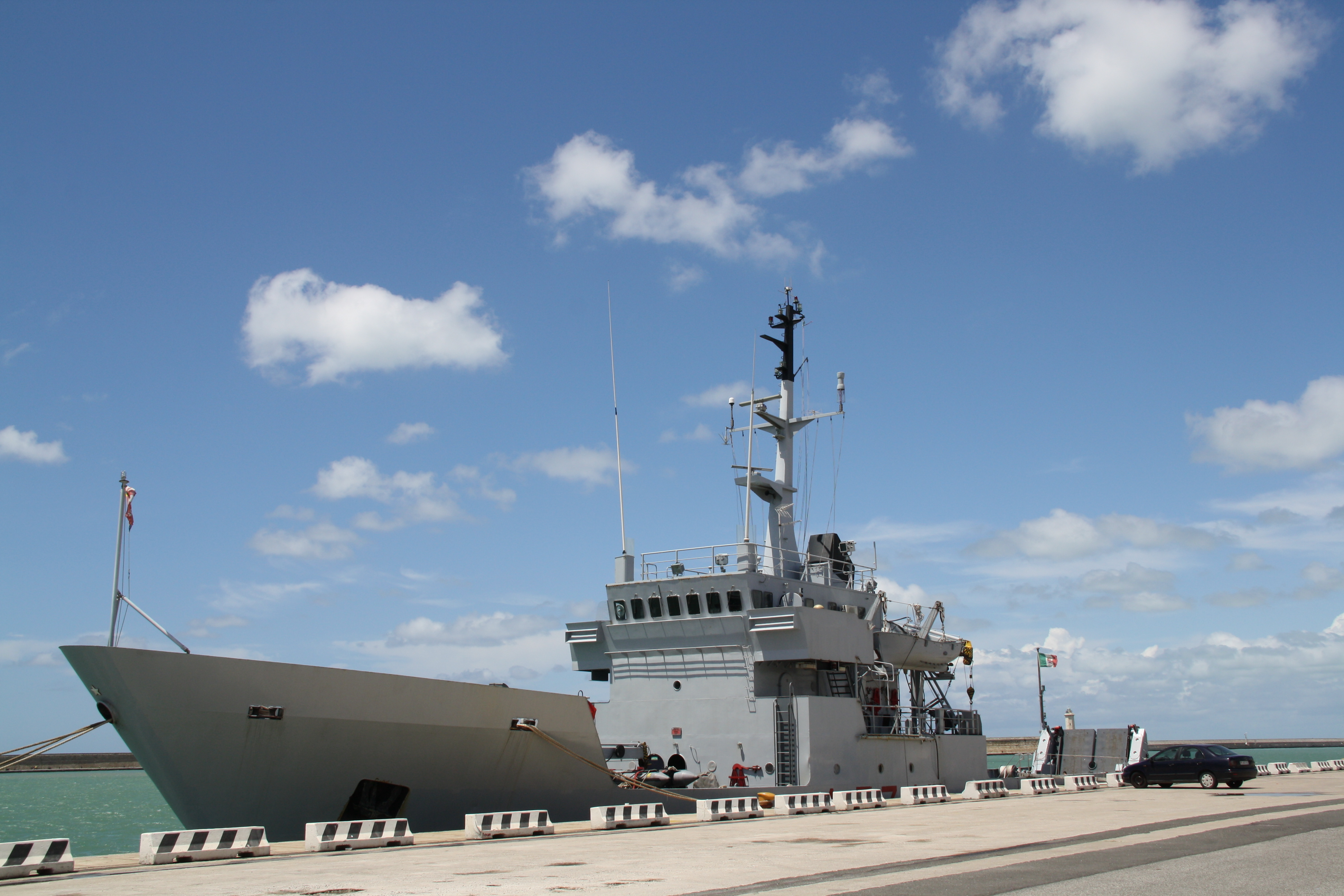
Nave Caprera
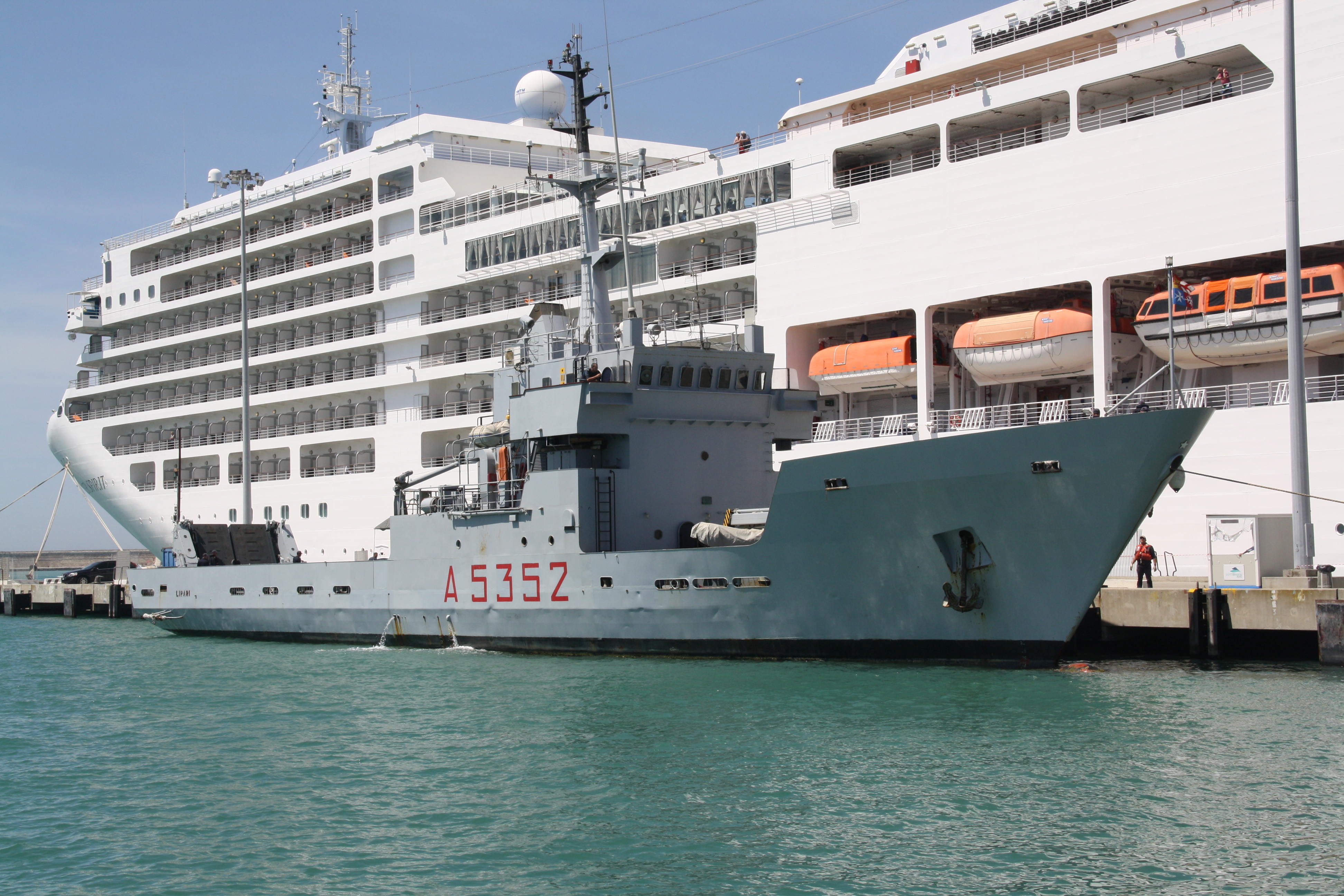
Nave Lipari

### Classe Ponza

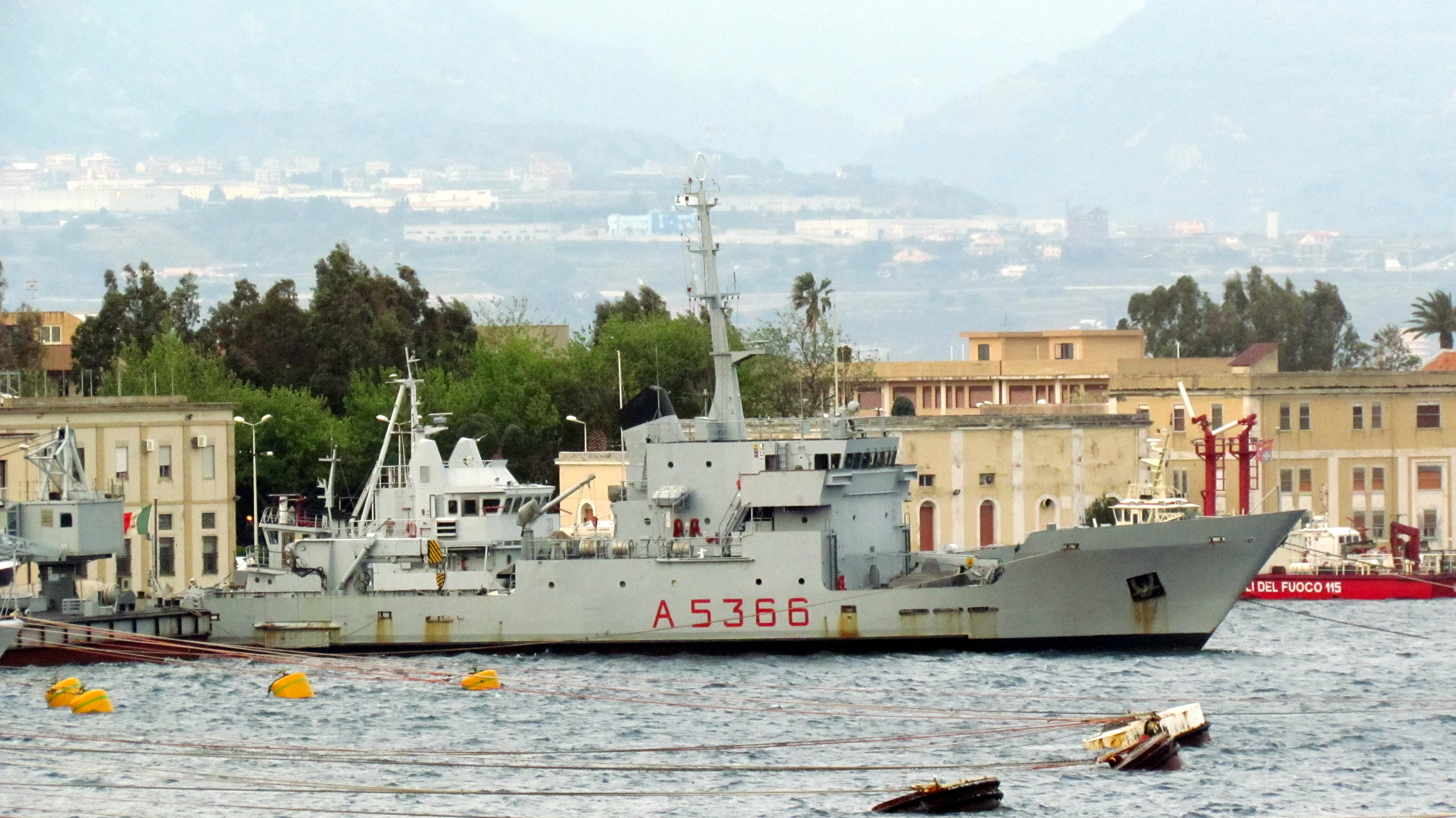
Nave Levanzo
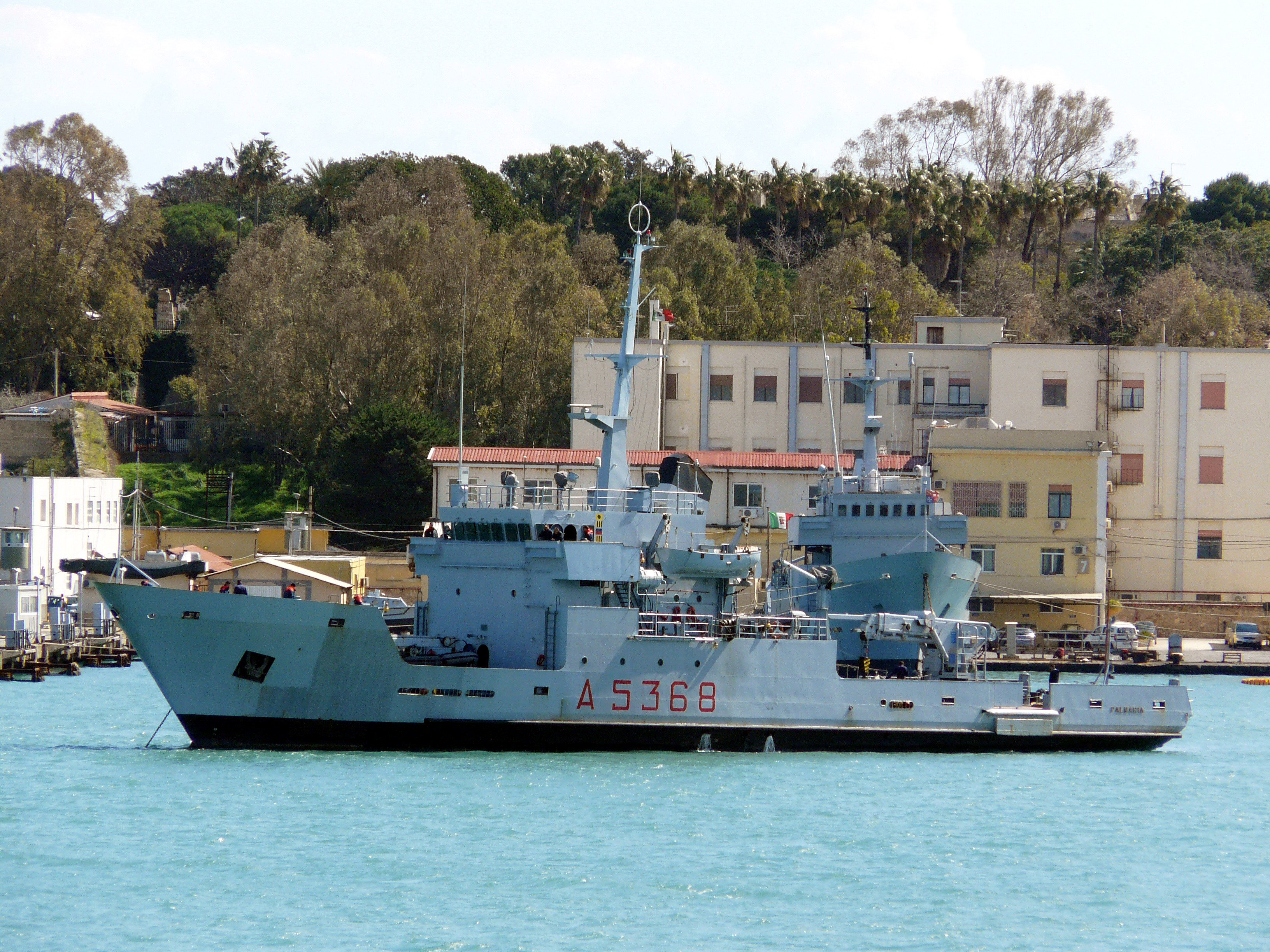
Nave Palmaria
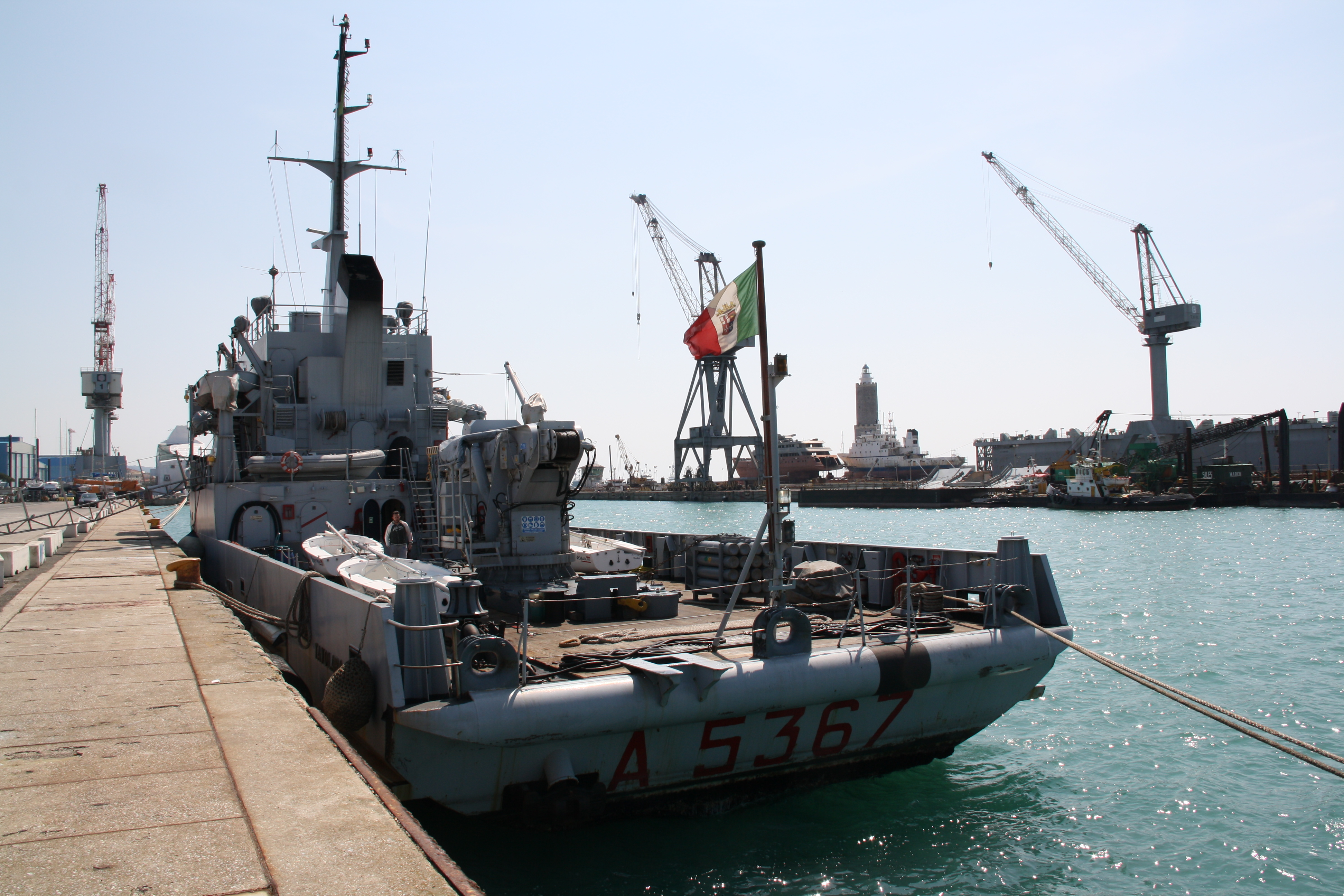
Nave Tavolara